# Тайога (Техас)
Тайога (англ. Tioga) — місто (англ. town) в США, в окрузі Грейсон штату Техас. Населення — 1142 особи (2020).

## Географія
Тайога розташована за координатами 33°28′12″ пн. ш. 96°55′9″ зх. д. / 33.47000° пн. ш. 96.91917° зх. д. (33.470127, -96.919077).  За даними Бюро перепису населення США в 2010 році місто мало площу 3,31 км², з яких 3,26 км² — суходіл та 0,05 км² — водойми.

## Демографія
Згідно з переписом 2010 року, у місті мешкали 803 особи в 337 домогосподарствах у складі 222 родин. Густота населення становила 242 особи/км².  Було 405 помешкань (122/км²).
Расовий склад населення:
| - 85,8 % — білих - 1,7 % — чорних або афроамериканців - 1,1 % — корінних американців - 0,4 % — азіатів - 8,3 % — осіб інших рас |

До двох чи більше рас належало 2,6 %. Частка іспаномовних становила 12,0 % від усіх жителів.
За віковим діапазоном населення розподілялося таким чином: 25,0 % — особи молодші 18 років, 62,8 % — особи у віці 18—64 років, 12,2 % — особи у віці 65 років та старші. Медіана віку мешканця становила 40,6 року. На 100 осіб жіночої статі у місті припадало 99,3 чоловіків;  на 100 жінок у віці від 18 років та старших — 96,1 чоловіків також старших 18 років.
Середній дохід на одне домашнє господарство  становив 64 703 долари США (медіана — 59 286), а середній дохід на одну сім'ю — 72 595 доларів (медіана — 63 417). За межею бідності перебувало 5,7 % осіб, у тому числі 5,8 % дітей у віці до 18 років та 3,7 % осіб у віці 65 років та старших.
Цивільне працевлаштоване населення становило 526 осіб. Основні галузі зайнятості: освіта, охорона здоров'я та соціальна допомога — 17,7 %, будівництво — 17,5 %, роздрібна торгівля — 11,4 %, сільське господарство, лісництво, риболовля — 10,6 %.

## Персоналії
- Джин Отрі (1907—1998) — американський виконавець пісень.